# Beni Ghania
Les Beni Ghania ou Banu Ghaniya sont une dynastie berbère sanhadja almoravide. Leur premier chef, Mohammed ibn Ali ibn Yusuf, descendant du 5e émir almoravide Ali ben Youssef, a été nommé gouverneur des îles Baléares en 1126. Après l'effondrement du pouvoir almoravide aux mains des Almohades dans les années 1140, les Beni Ghania continuèrent à gouverner les îles Baléares en tant qu'émirs indépendants jusque vers 1203, avec une brève interruption dans les années 1180. Les dirigeants ultérieurs (Ali ibn Ishaq et Yahya) firent une tentative déterminée pour reconquérir le Maghreb (et en particulier l'Ifriqiya), prenant Bougie, Constantine et Alger et conquérant la majeure partie de la Tunisie moderne à partir de 1180 environ. Le soulevement des Banu Ghania inquiète sérieusement le pouvoir almohade jusqu'à la fin du siècle.  
Sans doute la révolte des Banu Ghaniya ne s'éteint-elle pas totalement en Ifriqiya et sur les marges sahariennes où les derniers chefs almoravides ont pu encore trouvé des alliés et maintiennent encore, pendant tout le premier quart du XIIle siècle, des foyers de dissidence. Finalement, en 1202, les Baléares sont conquises par une grande flotte almohade partie de Denia, et sont désormais gouvernées par des wali/s envoyés par Marrakech.
Ils ont été influents dans la chute de l'Empire almohade au Maghreb oriental. En Tunisie, Ali ibn Ishaq a adhéré au califat abbasside et a été formellement nommé par Al-Mustadhi avec le titre d"« héritier des Almoravides »

## Émirs
- Mohammed ibn Ali ibn Yusuf 1126-1165 (déposé)
- Ishaq ibn Mohammed (fils) 1165-1183
- Muhammad ibn Ishaq (fils) 1183-1184
- Aux Almohades en 1184.
- Ali ben Ishaq (connu sous le nom d'Ali ibn Ghaniya) 1184-1188, émir (par conquête) de Bougie (1185-1186) Alger (1186) et Gafsa (1186-1187), seigneur de guerre à Tunis 1187-1188
  - Tahsfin ibn Ishaq, émir de Majorque (en opposition d'Ali) 1185-1187
  - Abdallah ibn Ishaq (connu sous le nom d'Abdallah ibn Ghaniya), émir de Majorque 1187-1203
- Yahya ibn Ishaq (connu sous le nom de Yahya ibn Ghaniya) 1188-1202/1203 seigneur de la guerre à Tunis 1188-1212

## Pour approfondir